# Indicador paleoclimàtic

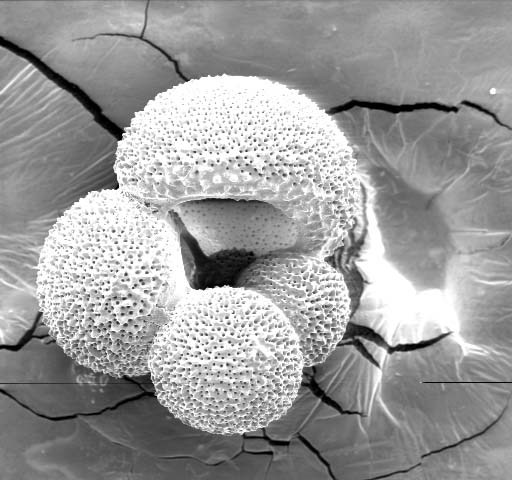
Els foraminífers planctònics com l'espècie Globigerina bulloides tenen una àmplia aplicabilitat com a indicador climàtic i ambiental.

Un indicador paleoclimàtic (Paleoclimatologia) és un material físic, químic o biològic que es conserva dins un determinat registre geològic i que es pot analitzar i correlacionar amb paràmetres de tipus climàtic o ambiental del present.
Els indicadors en materials els geològics depenen, en part, del clima, i es poden interpretar per la seva semblança als fenòmens climàtics actuals. Les evidències que se'n extrauen poden ser de tipus biològic, litològic o morfològic.

## Utilitat
L'indicador permet, en base a principis físics i biofísics, interpretar les variacions del clima del passat (paleoclima). Les dades que s'obtenen s'anomenen dades indirectes o dades proxy, a partir de les anàlisis del pol·len, les anelles de creixement dels arbres, els espeleotemes, les característiques dels coralls, o dels sediments marins i el gel. Les dades proxy es calibren i s'obtenen dades quantitatives.
Els científics també treballen en les reconstruccions paleoclimàtiques emprant registres instrumentals (dades del termòmetre i del pluviòmetre...) Les reconstruccions poden abastar diferents períodes i escales temporals, des d'un any a un l'altre de l'actualitat, fins a les que es van produir ara fa milions d'anys. Això ajuda a entendre la variació del sistema climàtic de la Terra i també a copsar la intervenció humana en el paisatge.
Hi ha indicadors, com són els gasos atmosfèrics, que varen quedar atrapats en el gel glacial (diòxid de carboni i metà) que proporcionen dades directes de la química atmosfèrica regnant mentre es formà aquell gel. Altres indicadors són indirectes, com els que s'obtenen de les closques d'organismes marins a partir dels isòtops estables de l'oxigen i de carboni, que requereixen calibratges més precísos per a una interpretació i resultats significatius.

## Tipus d'indicadors paleoclimàtics

### Indicadors físics
Inclouen característiques com ara la composició del sediment, la textura, l'estructura, el color, la densitat i les propietats magnètiques, entre d'altres. Els científics utilitzen els canvis en les propietats físiques dels materials conservats per inferir condicions climàtiques passades. El canvi ambiental, impulsat pel clima, l'activitat humana o altres factors, pot alterar les propietats físiques dels sediments de manera previsible. Entendre aquestes relacions proporciona un mitjà per reconstruir les condicions climàtiques en el moment en què es van dipositar els sediments.

### Indicadors biològics
Inclouen restes d'organismes vius, com ara el pol·len, els foraminífers, els mol·luscs i els ostracodes. Com que la distribució d'aquests organismes està controlada per la temperatura, la disponibilitat d'humitat i altres factors ambientals, la seva presència en una mostra permet als científics fer hipòtesis sobre el clima existent quan es va dipositar la mostra.

### Indicadors químics
La composició química de les closques dels organismes aquàtics es veu afectada per la química de l'aigua en què es formen. L'aigua, al seu torn, està influenciada per la temperatura i les precipitacions. En conseqüència, la química de la closca (isòtop estable i composició elemental) és un exemple d'indicador químic de la temperatura i la precipitació. Per a organismes com els coralls i els mol·luscs que segreguen capes seqüencials, aquestes capes poden proporcionar un arxiu de canvis al llarg de la vida de l'animal.
Els biomarcadors orgànics són un altre tipus d'indicador químic. Es tracta de fòssils moleculars derivats d'organismes vius (com les plantes), i poden servir com a indicadors d'altres propietats físiques i químiques del seu entorn (per exemple, temperatura, pH, salinitat).

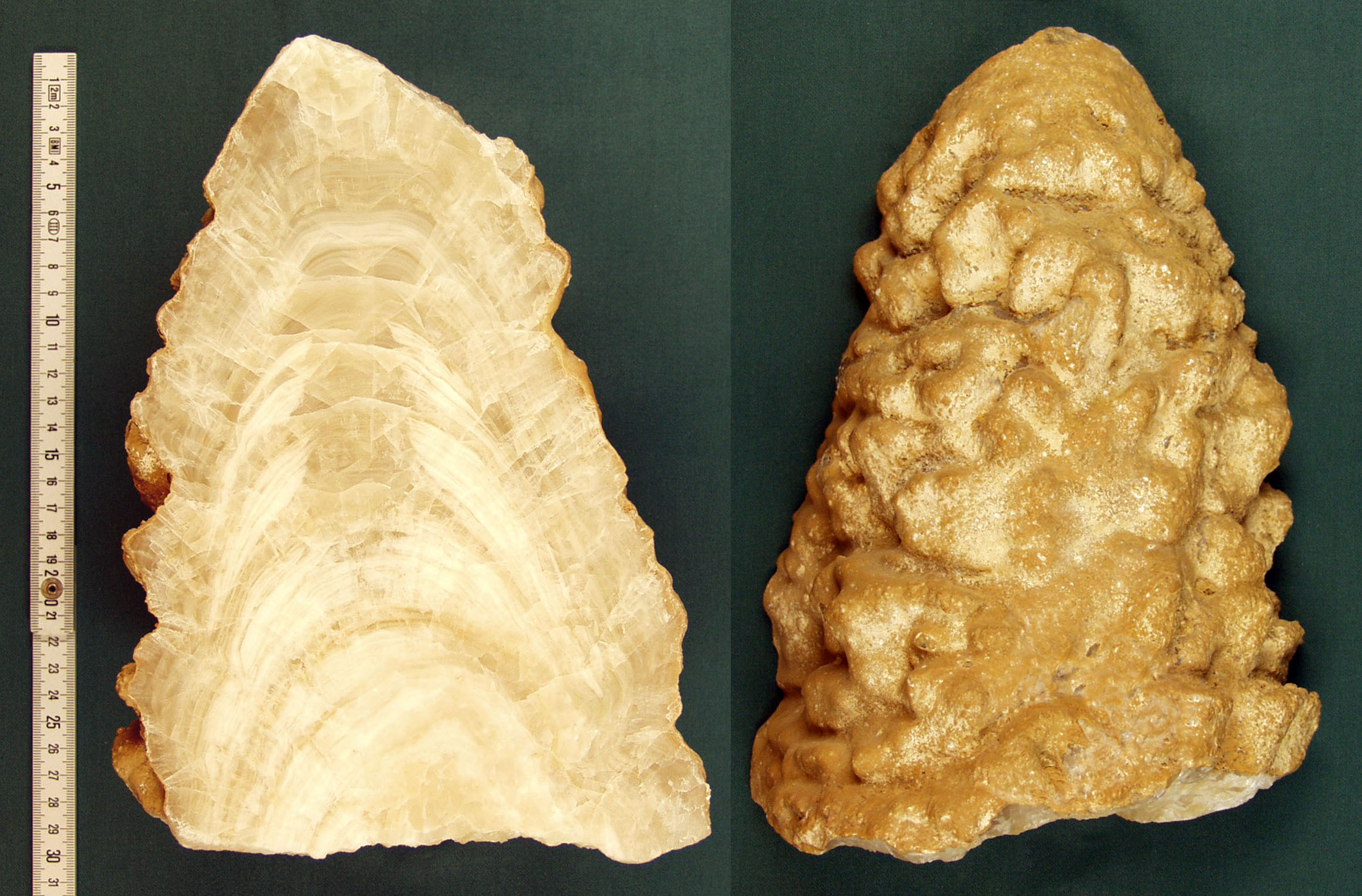
Bandes en una estalagmita; l'estratificació permet extreure conclusions sobre les condicions de precipitació del passat. Indicador, Registre litològic

### Per tipus de registre geològic
Els indicadors paleoclimàtics es divideixen en tres grans grups, entre els quals hi ha certa superposició:
- indicadors paleontològics o biòtics
- indicadors litològics
- indicadors geoquímics

Tant els indicadors paleontològics, biòtics o litològics poden estar relacionat amb medis sedimentaris marins o terrestres.

#### Indicadors biòtics
Els indicadors biòtics o paleontològics són restes fòssils d'animals i plantes. Els animals i les plantes són molt sensibles al clima i per això són bons indicadors paleoclimàtics. Aquests indicadors se solen dividir en quatre tipus.
- indicadors directes: indicadors que es poden considerar com a taxons índex paleoclimàtics, és a dir, taxons que van tenir toleràncies climàtiques específiques
- indicadors tipus del parent vivent més proper: indicadors que són els taxons que tenen una relació evolutiva amb el tàxon actual o modern i que manté igualment les toleràncies climàtiques específiques.
- indicadors empirico-morfològics: indicadors en els quals la morfologia que s'ha determinat empíricament manté una correlació significativa amb el clima.
- indicadors biogeogràfics: indicadors que aporten informació sobre la distribució geogràfica dels organismes vius al planeta i la seva resposta al clima canviant. La biogeografia d'organismes extingitsts s'utilitza per a la interpretació dels patrons paleoclimàtics.[4]

#### Indicadors litològics
Gairebé la totalitat dels indicadors litològics són principalment en les roques sedimentàries. Els indicadors litològics, ja siguin terrestres o aqüàtics, ofereixen gran quantitat de dades de tipus climàtic. La litologia marina ofereix indicadors de les temperatures dels oceans, la biologia i la química de l’aigua (particularment, el contingut d’oxigen). Tots aquests indicadors retenen la influència de la interacció amb l'atmosfera i aporten informació directa del clima i mostren els canvis en la temperatura, la humitat i la direcció i força del vent.

#### Isòtops estables
Els isòtops estables (geoquímica d'isotops) d’oxigen, carboni, estronci, hidrogen i nitrogen s'empren en els estudis del paleoclima i paleoecologia. Els més importants són els d’oxigen i els de carboni. Les dades d’isòtops estables aporten informació quantitativa sobre la temperatura, precipitació i l'evapotranspiració dels temps passats, sobre el volum i producció del gel glacial, la meteorització del carboni orgànic, i molts dels processos engegats pels canvis climàtics. Llevat de l'estronci, la resta dels isòtops són útils per a un registre directe dels processos paleoclimàtics o paleoecològics.